# Finlay Mickel
Finlay Mickel (né le 6 décembre 1977) est un skieur alpin britannique.
Il a participé aux Jeux olympiques d'hiver de 2006.

## Coupe du Monde
- Meilleur classement final: 62e.
- Meilleur résultat: 10e.